# Gobernación del Nuevo Valle
La Gobernación de Nuevo Valle (en árabe: الوادى الجديد‎, romanizado: Muḥāfẓet El Wādī El Ǧedīd) es una de las veintisiete gobernaciones de la República Árabe de Egipto. Está en el sudoeste del país, entre el río Nilo, Sudán y Libia. Su capital es el ciudad de El Jariyá. Ésta es la gobernación más grande del país y una de las divisiones administrativas más grandes del continente africano.
Por decreto presidencial 102/1990 del 8 de marzo de 1990 la gobernación cedió territorios al occidente del río Nilo a la gobernación de Asuán.

## Localidades
- Al-Waḥat al-Kharijah
- Balat
- Shurṭah al-Dakhlah
- Shurṭah al-Farafirah
- Shurṭah Baris

## Oasis más grandes de Nuevo Valle
- Farafra, en la depresión de Farafra
- Dakel (Dakhla)
- Jariyá (Kharga)
- Baris

## Industria
- Manufacturación de palmeras datileras[aclaración requerida]
- Turismo y safaris
- Agricultura (cerca de los oasis)

## Demografía
Su territorio abarca una superficie de 376 505 km², siendo aproximadamente del mismo tamaño que países como Alemania, mientras que, su escasa población es de tan sólo unos 187.256 habitantes, según cifras del censo llevado a cabo en el año 2006. Teniendo en cuenta todos estos datos, se estima la densidad poblacional de la Gobernación de Nuevo Valle en 0,5 habitantes por cada kilómetro cuadrado.